# Шерот
Шеро́т (фр. Chéraute) — коммуна во Франции, находится в регионе Аквитания. Департамент — Атлантические Пиренеи. Входит в состав кантона Монтань-Баск. Округ коммуны — Олорон-Сент-Мари.
Код INSEE коммуны — 64188.

## География

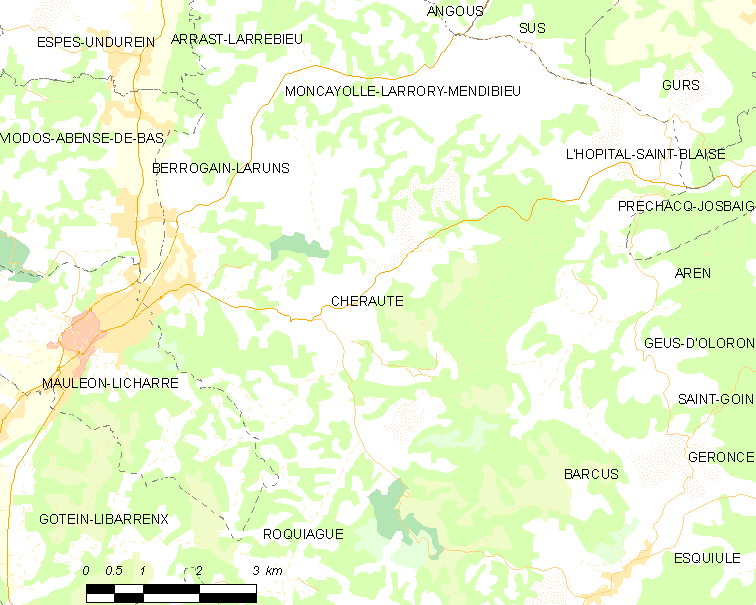
Карта коммуны

Коммуна расположена приблизительно в 680 км к югу от Парижа, в 180 км южнее Бордо, в 45 км к западу от По.
На западе коммуны протекает река Сезон.

### Климат
Климат тёплый океанический. Зима мягкая, средняя температура января — от +5°С до +13°С, температуры ниже −10 °C бывают редко. Снег выпадает около 15 дней в году с ноября по апрель. Максимальная температура летом порядка 20-30 °C, выше 35 °C бывает очень редко. Количество осадков высокое, порядка 1100 мм в год. Характерна безветренная погода, сильные ветры очень редки.

## Население
Население коммуны на 2010 год составляло 1115 человек.
| 1962 | 1968 | 1975 | 1982 | 1990 | 1999 | 2010 |
| ---- | ---- | ---- | ---- | ---- | ---- | ---- |
| 1054 | 1047 | 1191 | 1173 | 1193 | 1102 | 1115 |

## Администрация
| Период | Период | Фамилия           | Партия | Примечания |
| ------ | ------ | ----------------- | ------ | ---------- |
| 1995   | 2001   | Мишель Бегери     |        |            |
| 2001   | 2008   | Пьер-Доминик Агер |        |            |
| 2008   | 2010   | Лоран Эчето       |        |            |
| 2010   | 2020   | Кристель Манж     |        |            |

## Экономика
В 2010 году среди 637 человек трудоспособного возраста (15-64 лет) 440 были экономически активными, 197 — неактивными (показатель активности — 69,1 %, в 1999 году было 69,4 %). Из 440 активных жителей работали 426 человек (227 мужчин и 199 женщин), безработных было 14 (7 мужчин и 7 женщин). Среди 197 неактивных 84 человека были учениками или студентами, 77 — пенсионерами, 36 были неактивными по другим причинам.

## Достопримечательности
- Церковь Св. Варфоломея
- Часовня Нотр-Дам
- Протоисторические укрепления. Исторический памятник с 1983 года[4]

## Фотогалерея

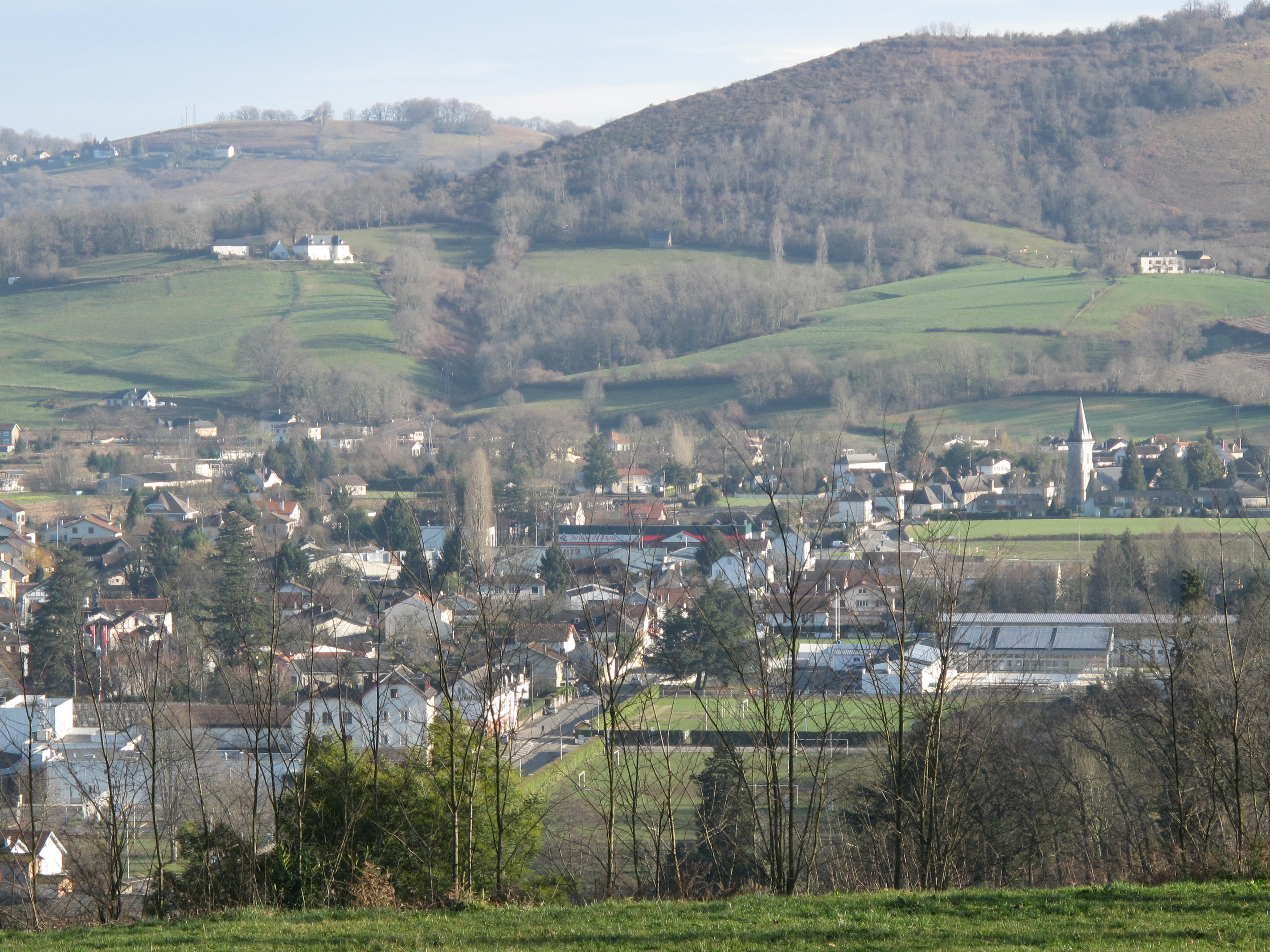
Шерот
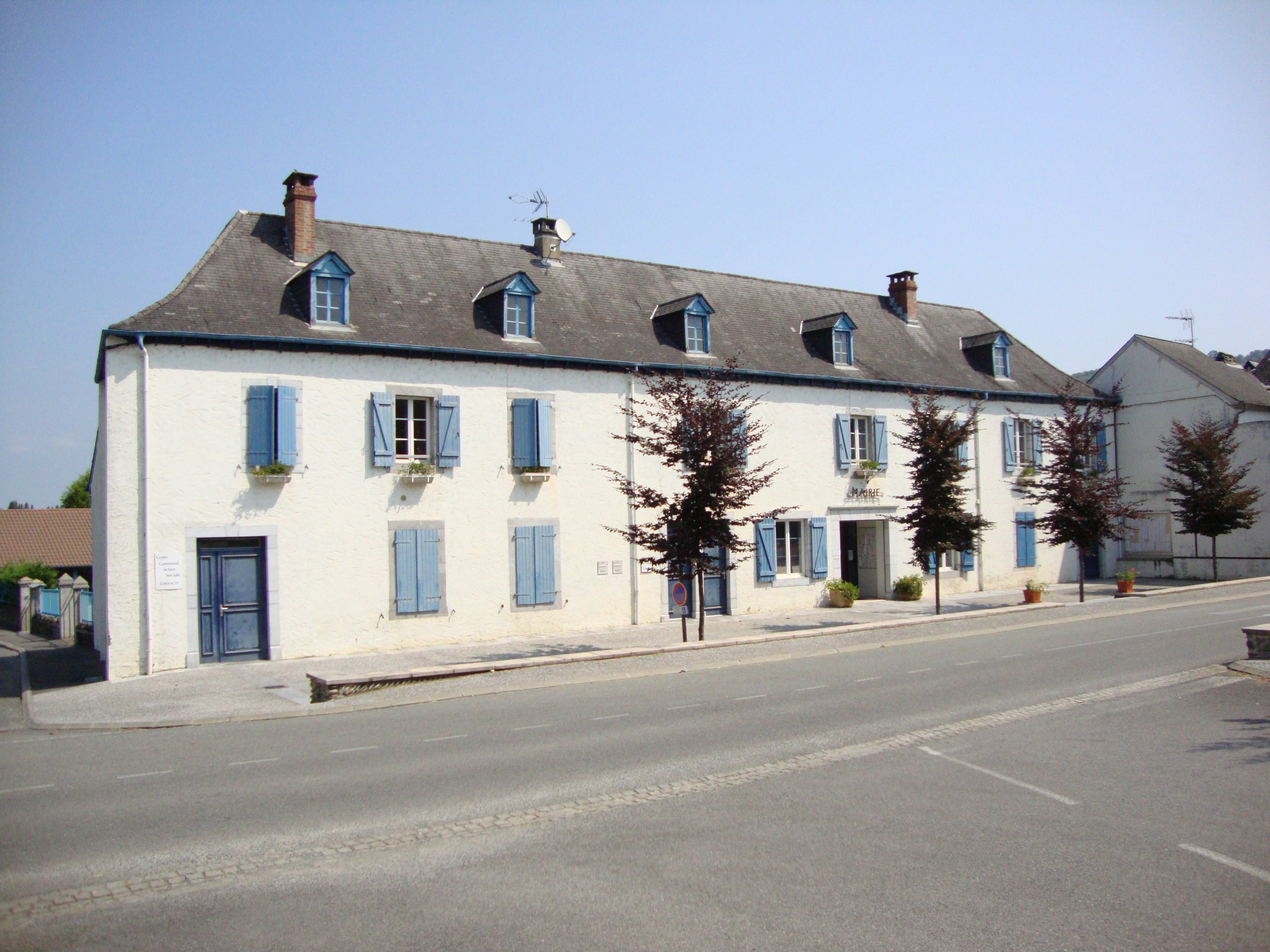
Мэрия
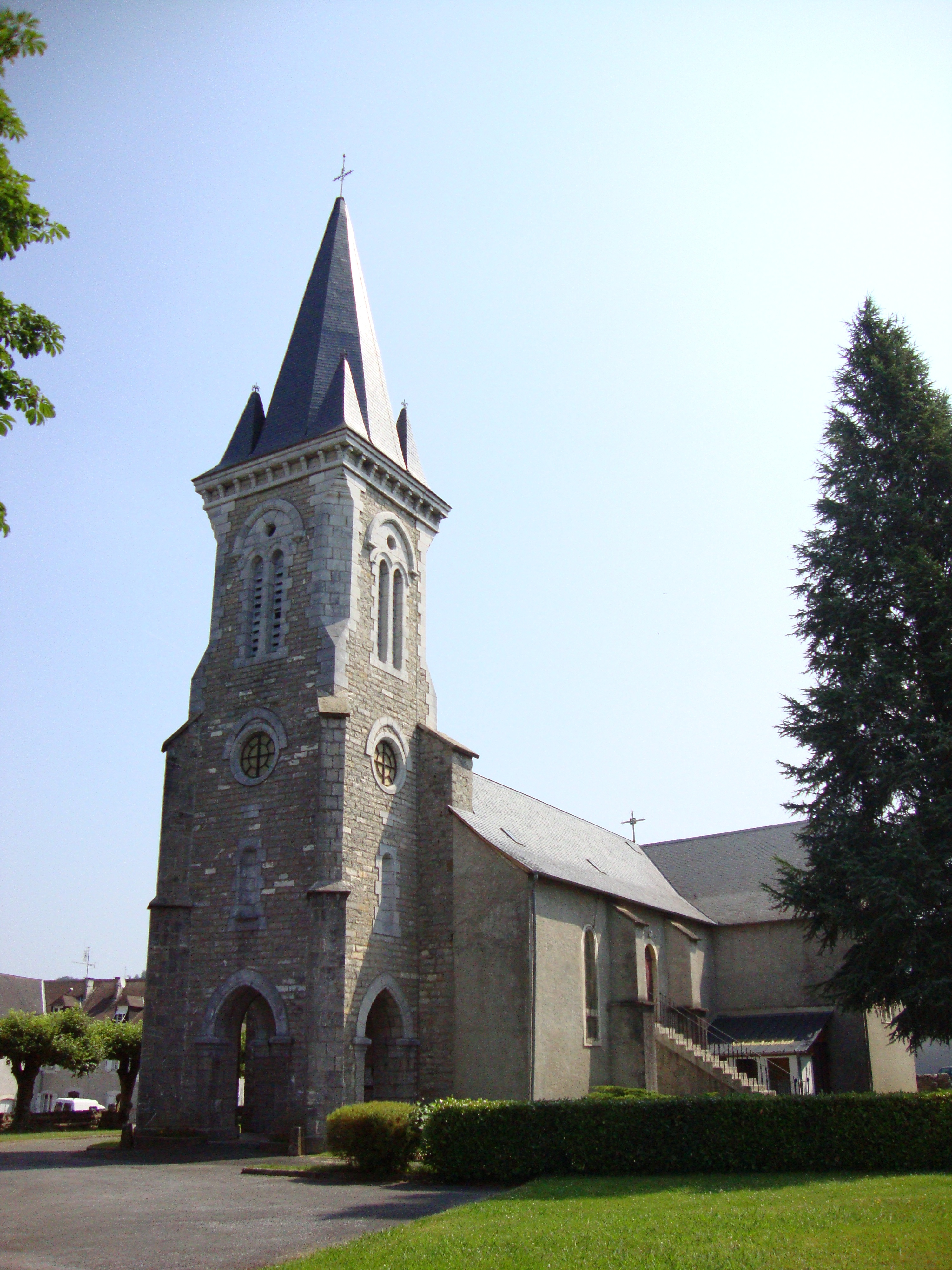
Церковь Св. Варфоломея
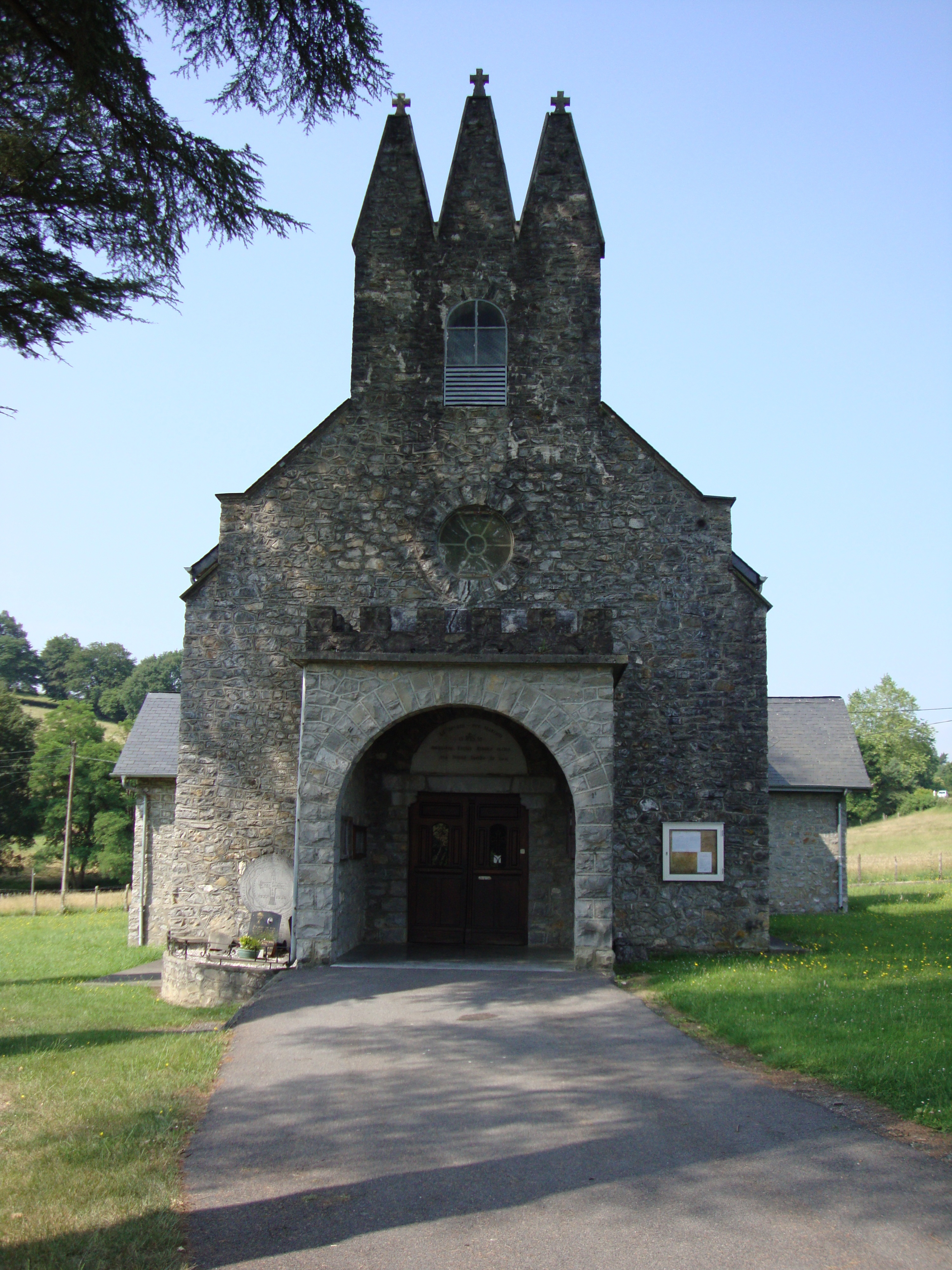
Часовня Нотр-Дам
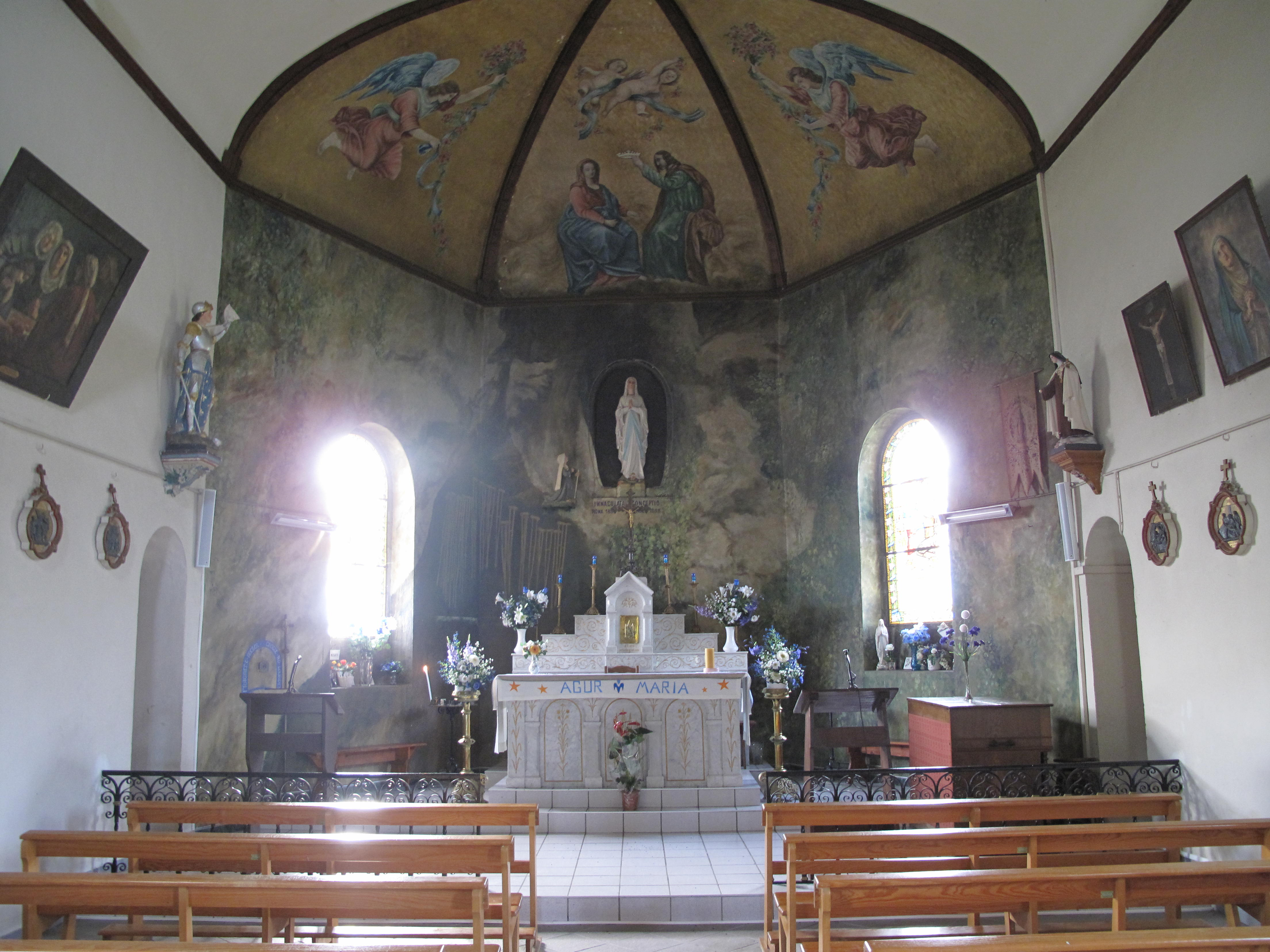
Интерьер часовни Нотр-Дам
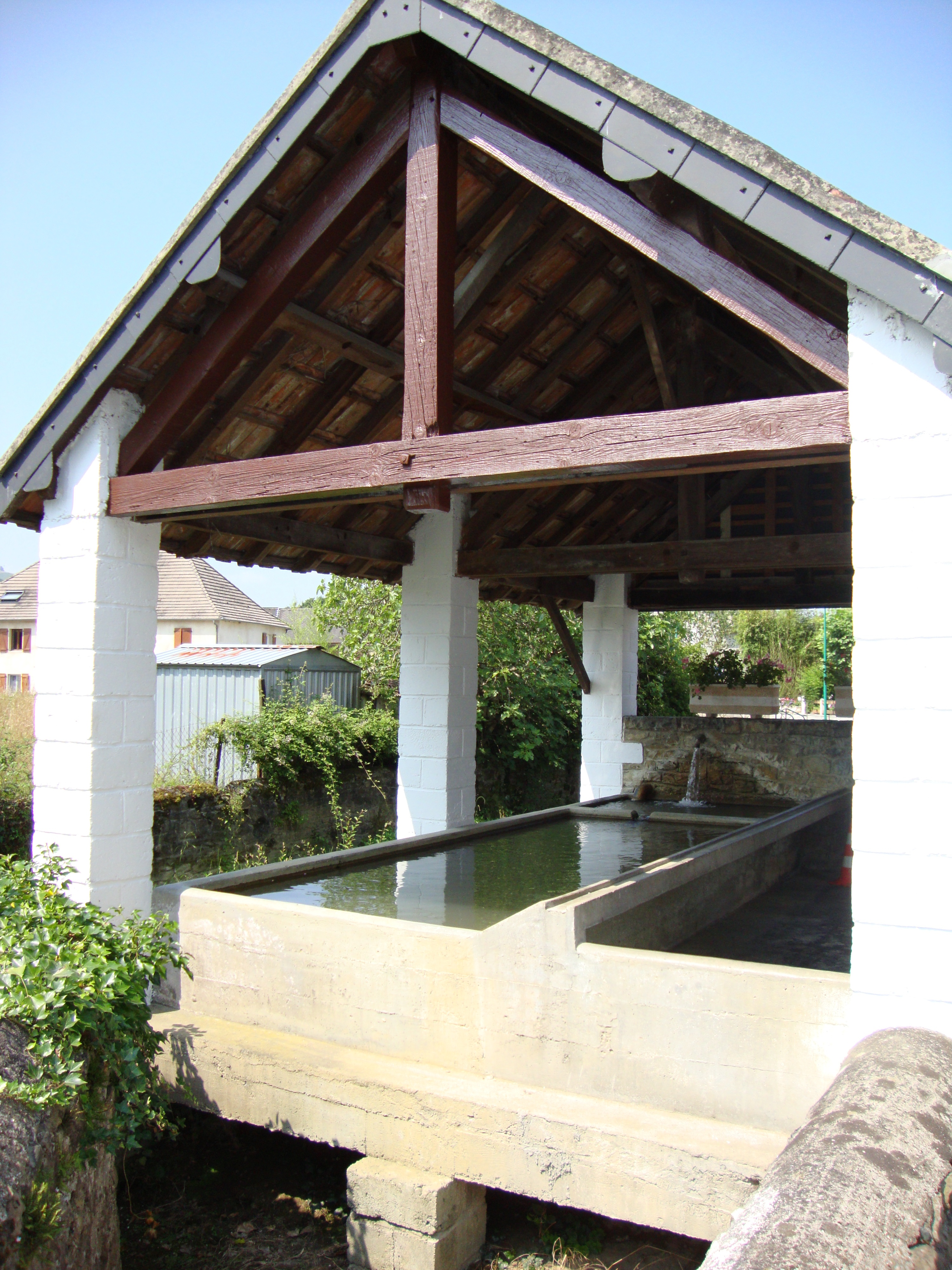
Общественная прачечная
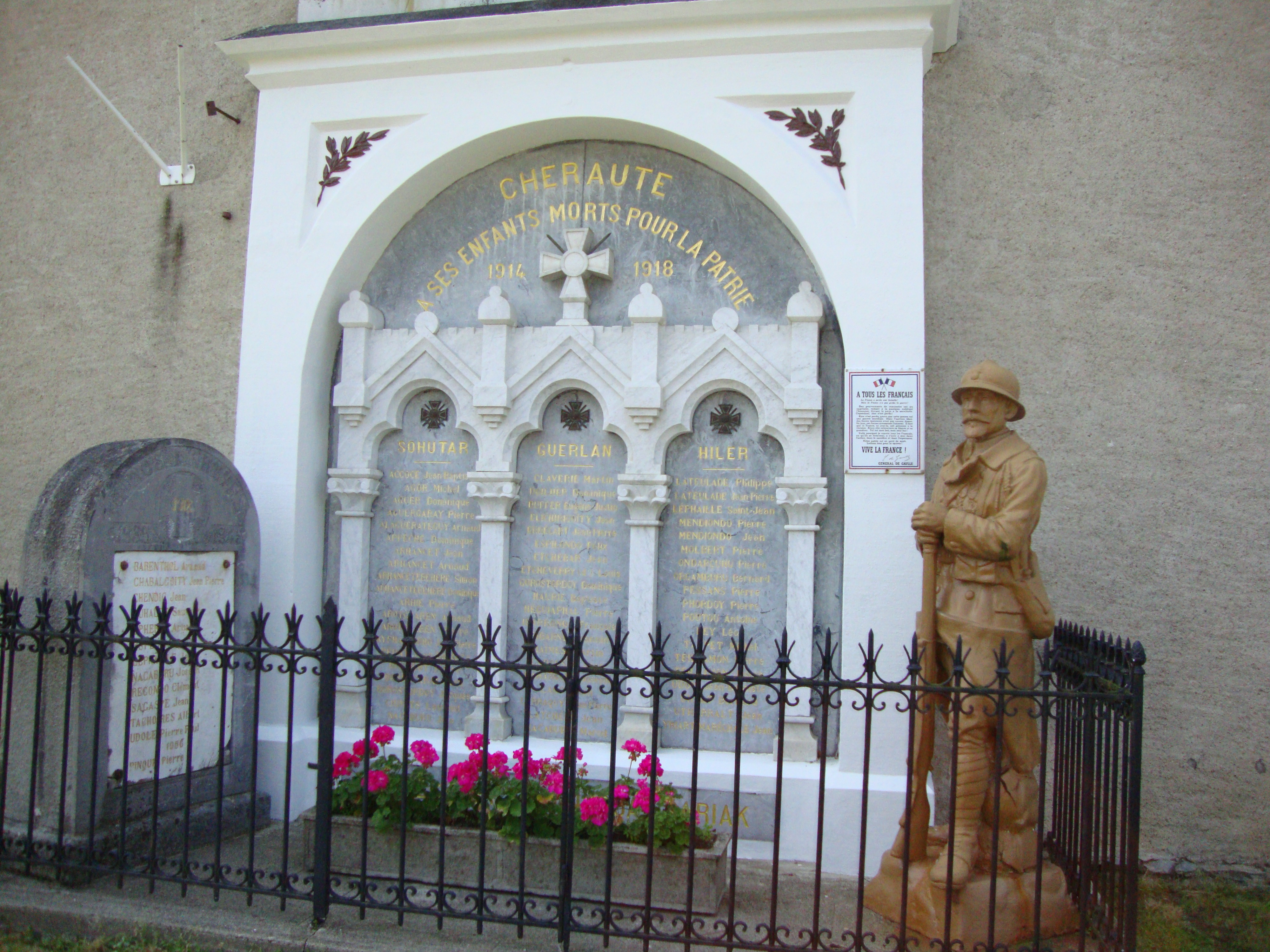
Военный мемориал
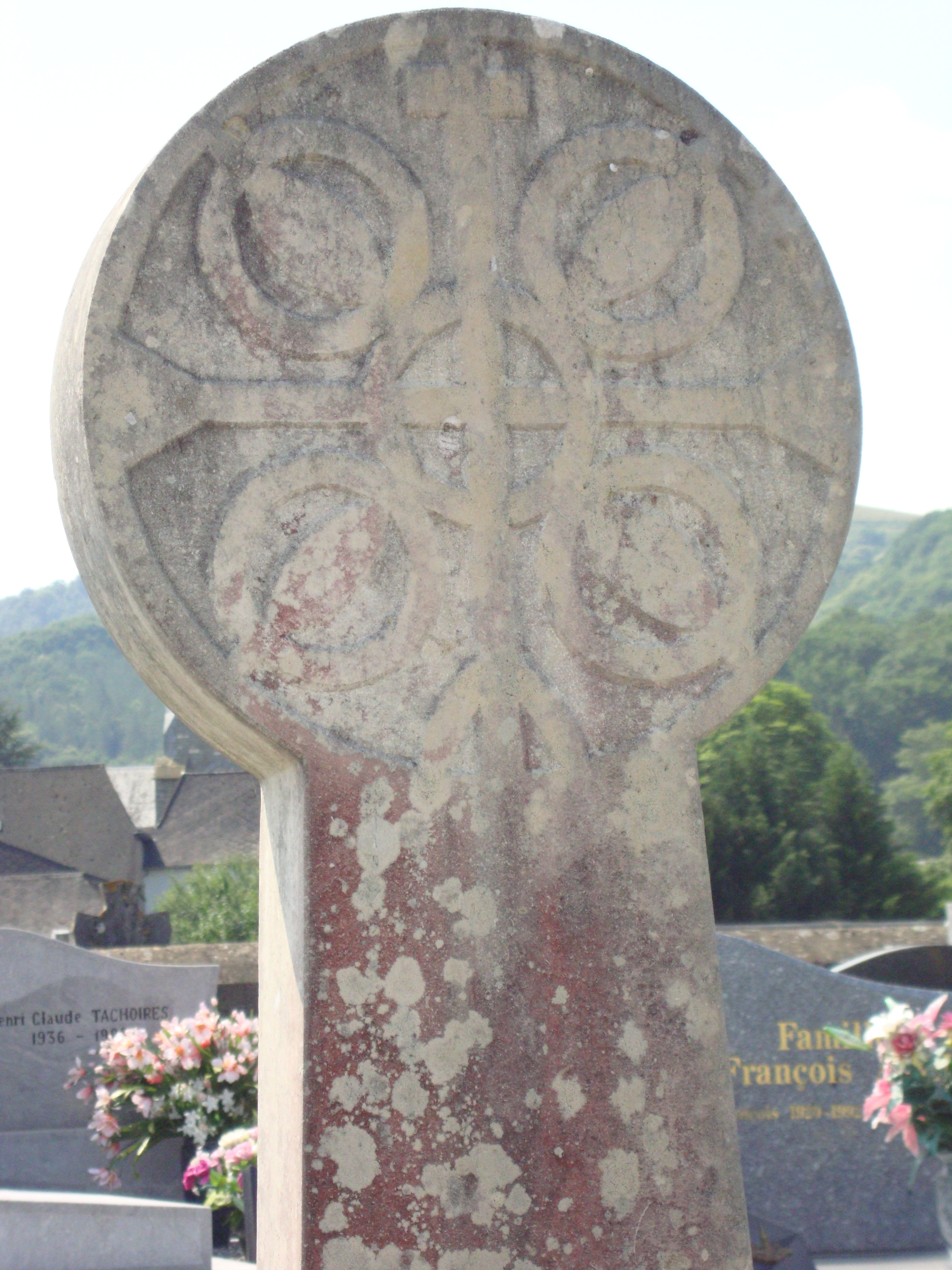
Баскская стела
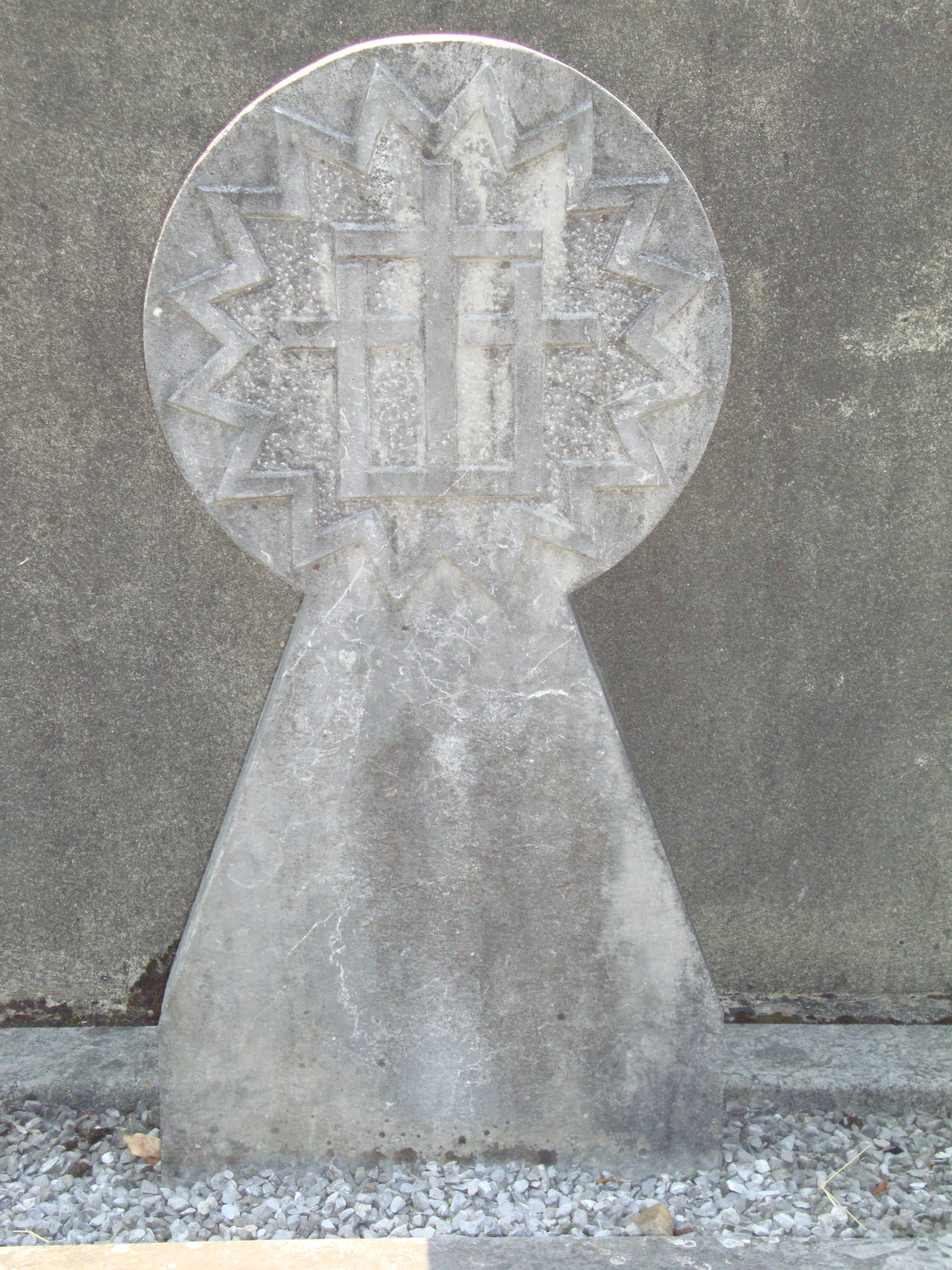
Баскская стела
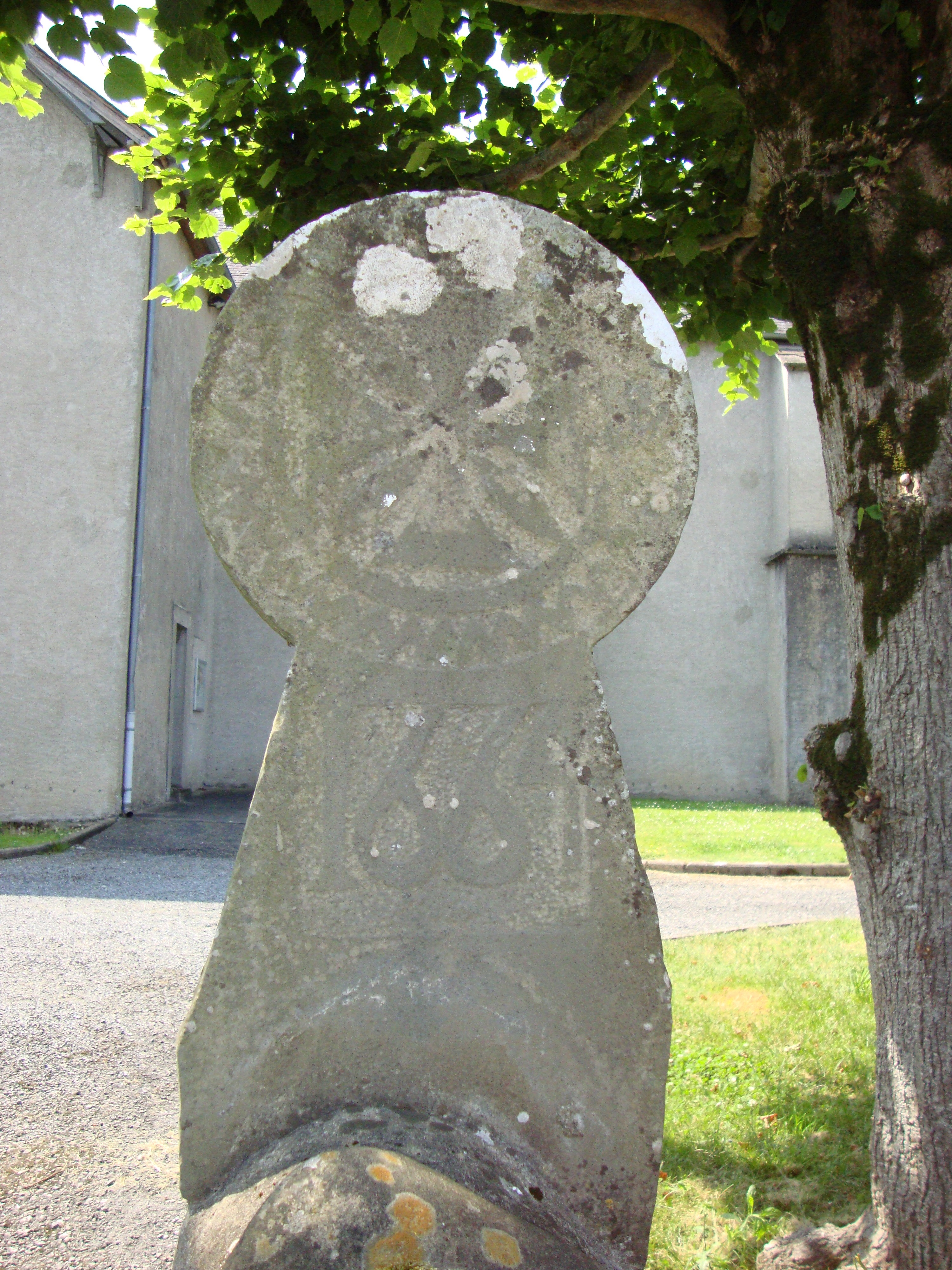
Баскская стела